# شهرستان قضالی
شهرستان قضالی (به قزاقی: Қазалы ауданы، قازالى اۋدانى) یک شهرستان در قزاقستان است که در استان قزل‌اوردا واقع شده‌است. شهرستان غزالی ۷۴٬۹۰۰ نفر جمعیت دارد.

## وجه تسمیه
بر اساس برخی منابع، نام این شهرک از نام وسائل ماهیگیری به نام "قازا" گرفته شده است.
به گفته منابع دیگر به دلیل، شخصی که به مردم خدمت می کرد، "قاضی" نامیده می شد و بعدها به "قضالی" تغییر یافت. 
و تئوری دیگری نیز ادعا دارد که طبق یک افسانه مدتها پیش دریاچه ای در این منطقه وجود داشته است. قوها و غازهایی که روی سطح دریاچه شنا می کنند قابل مشاهده بودند. گفته می‌شود به همین دلیل آن را «غاز ائلی» نامیده اند. 
در پاییز 1853، ارتش روسیه دژی در این منظقه ساخت. این دژ تا پیش از سال 1867 که به «شهر» ارتقا یافت، دژ شماره 1 نام داشت. بندر اصلی ناوگان دریاچه آرال در قضالی قرار داشت.